# Macoma
Macoma är ett släkte av musslor som beskrevs av Leach 1819. Macoma ingår i familjen Tellinidae.
Släktet Macoma indelas i:
- Macoma acolasta
- Macoma balthica - östersjömussla
- Macoma brevifrons
- Macoma brota
- Macoma calcarea - stor östersjömussla
- Macoma carlottensis
- Macoma cerina
- Macoma constricta
- Macoma crassula
- Macoma dexioptera
- Macoma elimata
- Macoma expansa
- Macoma extenuata
- Macoma inconspicua
- Macoma indentata
- Macoma inflata
- Macoma inquinata
- Macoma irus
- Macoma lama
- Macoma leptonoidea
- Macoma limula
- Macoma lipara
- Macoma loveni
- Macoma middendorffi
- Macoma mitchelli
- Macoma moesta
- Macoma nasuta
- Macoma obliqua
- Macoma phenax
- Macoma pseudomera
- Macoma pulleyi
- Macoma secta
- Macoma subrosea
- Macoma tageliformis
- Macoma tenta
- Macoma torelli
- Macoma yoldiformis

## Bildgalleri

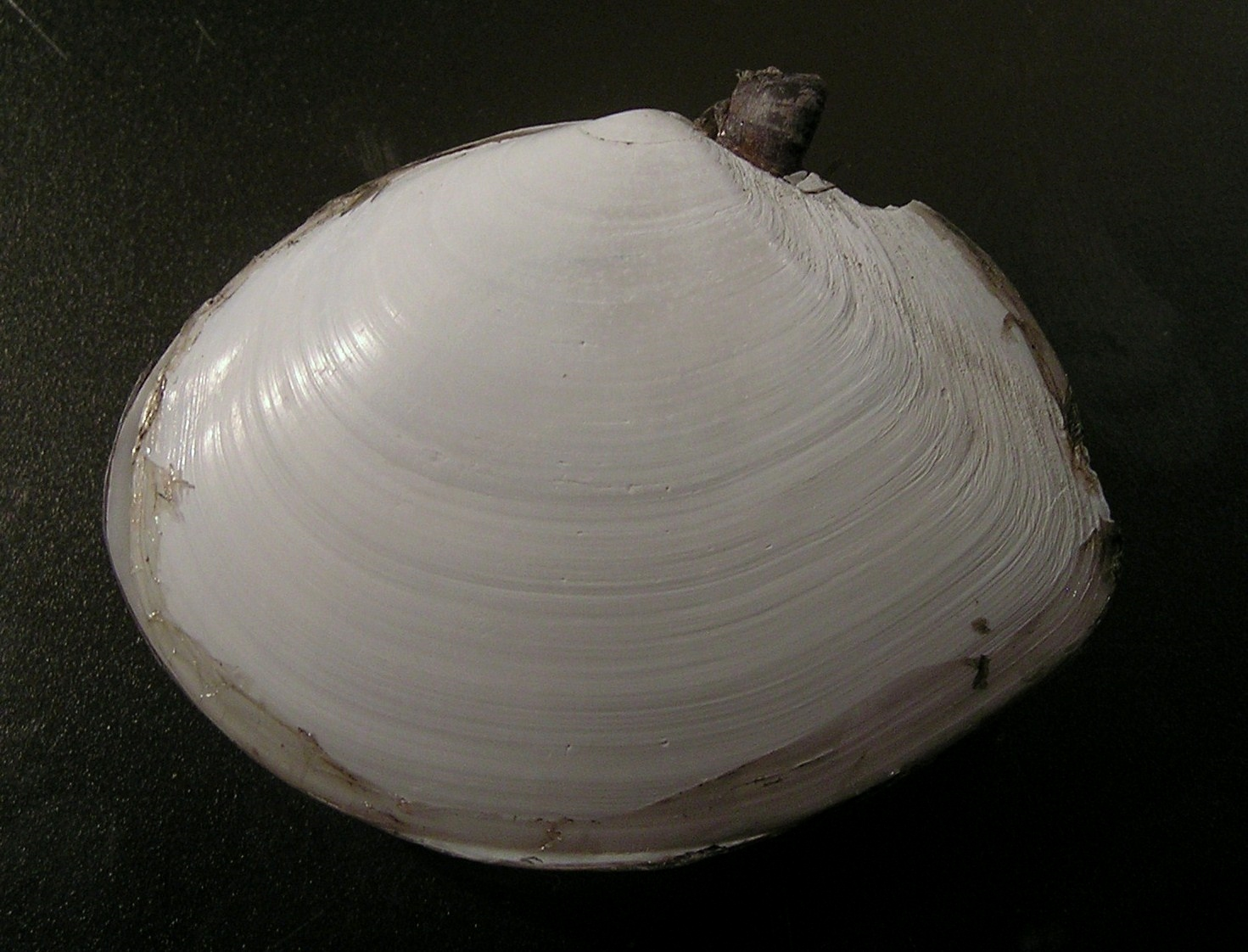
Macoma secta